# Herman I. Celjski
Herman I. Celjski, celjski grof, * okoli 1333, † 21. marec 1385.
Herman I. je bil mlajši sin Friderika I. Celjskega. Med letoma 1359 in 1368 sta rodbino Celjskih zastopala skupaj z bratom Ulrikom, od 1368 do 1385 pa je Herman vodja rodbine Celjskih.

## Družinsko poreklo
Herman je bil mlajši sin Friderika I. († 1359) in Diemut von Walsee († 1353/57), in njegove žene Katarine Kotromanić/Tvrtko (* okoli 1336 † okoli 1396), hčerke bosanskega bana Štefana II. Po smrti starejšega brata Ulrika I. , ki je zapustil 7 letnega sina Viljema, je Herman I. leta 1368 prevzel vodenje celjske grofovske rodbine.

## Življenje
Leta 1377 se je s svojim sinom Hermanom II. in nečakom Viljemom udeležil malega križarskega pohoda v Vzhodno Prusijo proti poganskim Samogitom, ki ga je organiziral in vodil vojvoda Albrecht III. Avstrijski. O takratni moči in bogastvu Celjskih lahko sklepamo po številnem in bogatem spremstvu, saj nemški minesenger Peter Suchenwirt v pesmi opisuje gostijo/zabavo za vojvodo in 82 vitezov, ki so jo Celjski priredili v Koenigsbergu (sedanjem Kaliningradu), na kateri je vino »vipavčan« in »ljutomerčan« teklo od miz. Pot je potekala skozi Vroclav (Breslau), Torunj, Marlbork (Marienburg), Konigsberg in Memel (Klajpeda). 
Pred odhodom na Baltik je 15. maja 1377 Herman napisal oporoko, po kateri bi v primeru, da se noben od treh celjanov ne bi vrnil, vse posesti podedovali Ortenburžani oziroma Friderik III. Ortenburški, sin njegovega svaka Otta VI., ne glede na pravice žene in sestre.
Hermana I. je nasledil je drugorojeni sin Herman II. Celjski, ker je prvorojeni sin Hans umrl že leta 1372.

## Potomci
Herman I. Celjski je bil poročen s  Katarina Kotromanić/Tvrtko  († okoli 1396) hčerko bosanskega kralja Štefana II.. Otroci:
- Hans (* ~1363 † 1372) poročen z Margareto grofico Pfanberško
- Herman II. Celjski (* ~1365 - 1435) poročen z Ano grofico Schaunberško